# Святі сходи

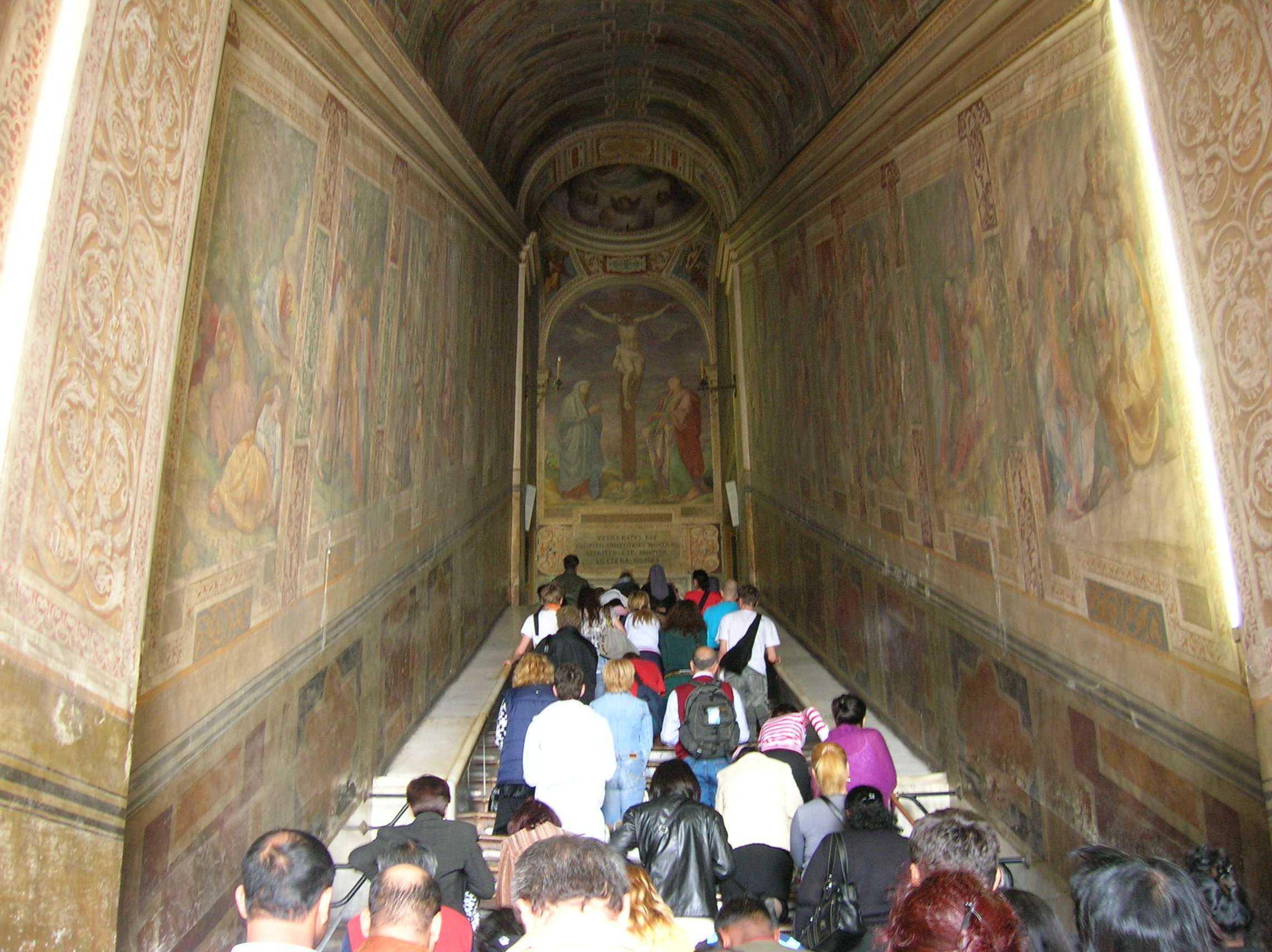
Паломники на Святих сходах

Святі сходи (лат. Scala Santa) — мармурові сходи, привезені у 326 році у з Єрусалима святою Оленою Константинопольською з палацу Понтія Пілата. По цих 28 сходинах піднімався на суд Ісус Христос. Найраніша письмова згадка про Scala Santa дійшла до нас з середини IX століття з «Liber Pontificalis» папи Сергія II.
У Середні віки сходи називалися Scala Pilati («сходи Пілата»). При перебудові Латеранського палацу в 1589 році папою Сикстом V сходи була встановлені в особистій папській капелі Сан-Лоренцо (або Санкта-Санкторум — святая святих), розташованої поруч з Патріаршим собором всесвятого Спасителя, святого Івана Хрестителя та Святого апостола Івана в Латерано.
Усі 28 щаблів сходів закриті дерев'яними дошками — через особливу святість цієї реліквії  Страстей Христових вірники піднімаються по ній тільки на колінах, читаючи молитви на кожній сходинці. У тих місцях, де на сходах залишилися сліди крові Христа, який піднімався після бичування, зроблені спеціальні скляні віконця. Біля підніжжя сходів встановлено скульптури роботи Джакометті: «Поцілунок Юди» і «Суд Пілата».
Сходи є святинею християнського світу і входять до числа об'єктів відвідуваних паломниками в ювілейний рік з метою отримання  відпущення гріхів. У 2007 році була проведена реставрація сходів, в тому числі були розчищені від кіптяви свічок фрески Балдассаре Кроче, що прикрашають склепіння сходів.